# LoFLYTE
AAC LoFLYTE
- 用途：実験用航空機
- 分類：無人航空機
- 製造者：Accurate Automation Corporation
- 運用者：アメリカ空軍およびNASA
- 初飛行：1996年12月16日
- 運用状況：退役

LoFLYTE（Low Observable Flight Test Experiment）は、アメリカ空軍とアメリカ航空宇宙局（NASA）が共同で開発した超音速 / 極超音速無人技術実証ステルス機。

## 概要
LoFLYTEは、極超音速機の低速度、低高度での挙動などを試験することを目的としており、Accurate Automation Corporation（AAC）によって製造された。目的ゆえに実際の飛行速度は音速以下だったが、機体はマッハ5以上での飛行を想定した「ウェイブライダー」形状をしており、小型のジェットエンジンを搭載していた。また、飛行制御を司るフライトコントロールシステムにはニューラルネットワークが用いられていた。
ラングレー研究所での191回に渡る模型での風洞試験を経て、LoFLYTEは1996年12月16日にモハーヴェ空港で初飛行した。翌1997年にはエドワーズ空軍基地に場所を移し、第445飛行試験飛行隊の手によって、6月23日からの1週間の間に3回の飛行試験を成功させている。また、将来的にはより大型の実験機を製作する計画もあった。試験後、風洞試験用模型は国立アメリカ空軍博物館に収蔵されている。

## 諸元
出典：「LoFLYTE」。
- 全長：2.54 m（8 ft 4 in）
- 重量：31.78 kg（70 lbs）
- エンジン：SWB Turbines製（推力：17.237 kg（38 lbs））[1]
- 最大速度：444.48 km/h（240 kt）
- 乗員：0名